# Петляков Володимир Михайлович
Володи́мир Миха́йлович Петляко́в (27 червня 1891 — 12 січня 1942) — радянський авіаконструктор. Жертва сталінського терору

## Біографія
Володимир Михайлович Петляков народився в селі Самбек (Область Війська Донського) в сім'ї чиновника. Після закінчення в Таганрозі восьмикласного технічного училища в 1911 році, зібрав 25 карбованців, поїхав у Москву вступати в Імператорське вище технічне училище. Він вступив на механічний факультет, але через матеріальні труднощі був вимушений перервати навчання. Після революції він зміг продовжити навчання і одночасно працювати лаборантом в аеродинамічній лабораторії при авіаційному розрахунково-випробувальному бюро.
У складі конструкторської групи А. М. Туполєва брав участь у розробках глісерів і аеросаней, а згодом і літаків КБ Туполєва. У 1925—1936 рр. Петляков очолював у КБ групу крила, що займалася проектуванням крил для літаків Туполєва. Досвід, здобутий в КБ Туполєва, дозволив Петлякову розробити літак ТБ-7 (АНТ-42) — Пе-8.
1937 року Петлякова було заарештовано за організацію «Російсько-фашистської партії», але, як і багато інших заарештованих авіаційних спеціалістів, він перебував в ув'язненні у спеціальному закритому КБ у Москві (ЦКБ-29). У цей час йому було дано завдання спроектувати висотний винищувач. Такий винищувач було спроектовано, та досвід радянсько-фінської війни показав, що в подібних винищувачах немає необхідності. Тоді Петлякову було доручено проектування пікіруючого бомбардувальника і він у найкоротші строки впорався із завданням. Л. П. Берія, який курирував у той час закриті КБ, обіцяв, що за успішне виконання завдань авіаконструкторів буде звільнено. І Петлякова було звільнено у 1940 році за успішну розробку нової машини. В 1941 році його було удостоєно Сталінської премії I ступеня.
Виробництво літаків, що дістали назву Пе-2, було налагоджено на Казанському авіаційному заводі. З початком німецько-радянської війни, багато робітників і інженерів було призвано на фронт, що негативно позначилося на якості виробництва літаків. На їх місце ставали підлітки та жінки і навіть було надіслано 100 робітників-узбеків, яких не взяли на фронт через незнання російської мови. У зв'язку з цим Петляков неодноразово звертався до вищого керівництва СРСР, в тому числі і особисто до Сталіна з проханням повернути з фронту всіх спеціалістів та робітників.
12 січня 1942 р. Петляков і його заступник вилетіли до Москви на двох нових літаках Пе-2 для зустрічі з вищим керівництвом країни з приводу повернення авіаційних фахівців з фронту. Політ проходив на малій висоті вздовж лінії залізниці Казань - Москва. Після того як, літаки пролетіли Сергач і міст через річку П'яну, літак у якому перебував Петляков, упав у полі біля села Мамешево і розбився. Весь екіпаж і Петляков загинули.
Поховано В. М. Петлякова на Арському кладовищі в Казані.

### Версії аварії
- Погані погодні умови. Відкидається очевидцями падіння літака: за їхніми словами погода була морозна і ясна.
- Пожежа. Відкидається медекспертами: за їхніми даними окису вуглецю в організмі загиблих не виявлено.
- Відмова двигуна. З причини загоряння. Це найімовірніша версія, що літак перед падінням розвернуло вліво. Складність пілотування Пе-2 на малих швидкостях загальновідома і зумовлена застосуванням «швидкісного» профілю крила, бо спочатку це був висотний перехоплювач.
- Обстріл зенітників, які захищали міст через П'яну. Версія підтвердження не знайшла.

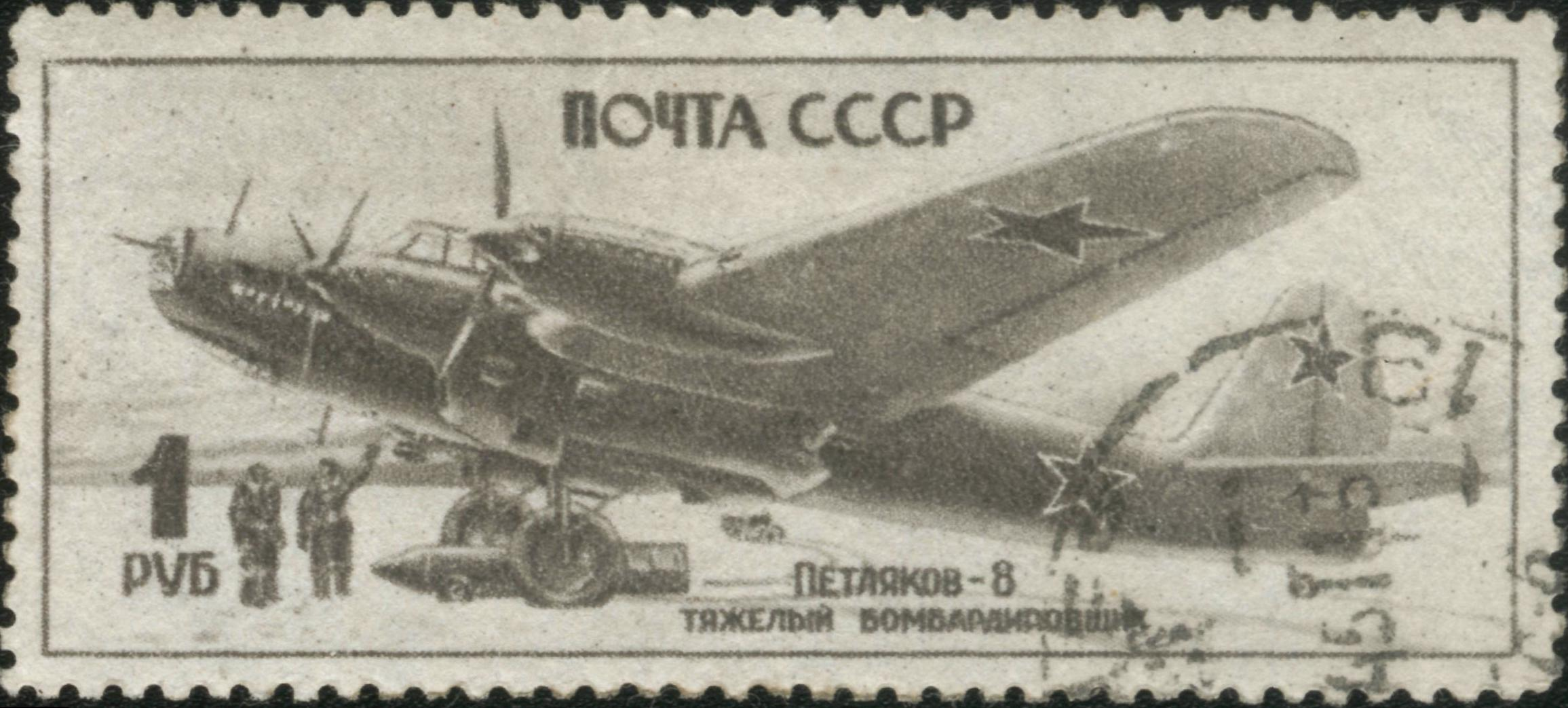
Поштова марка СРСР воєнних років з зображенням Пе-8

## Відомі моделі літаків
- Висотний винищувач ВІ-100
- Фронтовий бомбардувальник Пе-2
- Пе-2І
- Пе-3
- Пе-3біс
- Пе-4
- Важкий бомбардувальник Пе-8

## Нагороди
- Сталінська премія I ступеня за 1941 рік.
- Орден Червоної Зірки

## Пам'ять
- Пам'ятник у місті Сергач.
- Пам'ятна дошка на місці загибелі Петлякова в полі біля села Мамешево Сергацького району Нижньогородської області.
- Пам'ятник у місті Таганрог.
- Таганрозький авіаційний коледж ім. В. М. Петлякова.

## Фільми
- «Вогняне піке» (документальний фільм) 2006 рік.
- Пе-2 у фільмі "Хроніка пікіруючого бомбардувальника".